# 贝克勒尔环形山

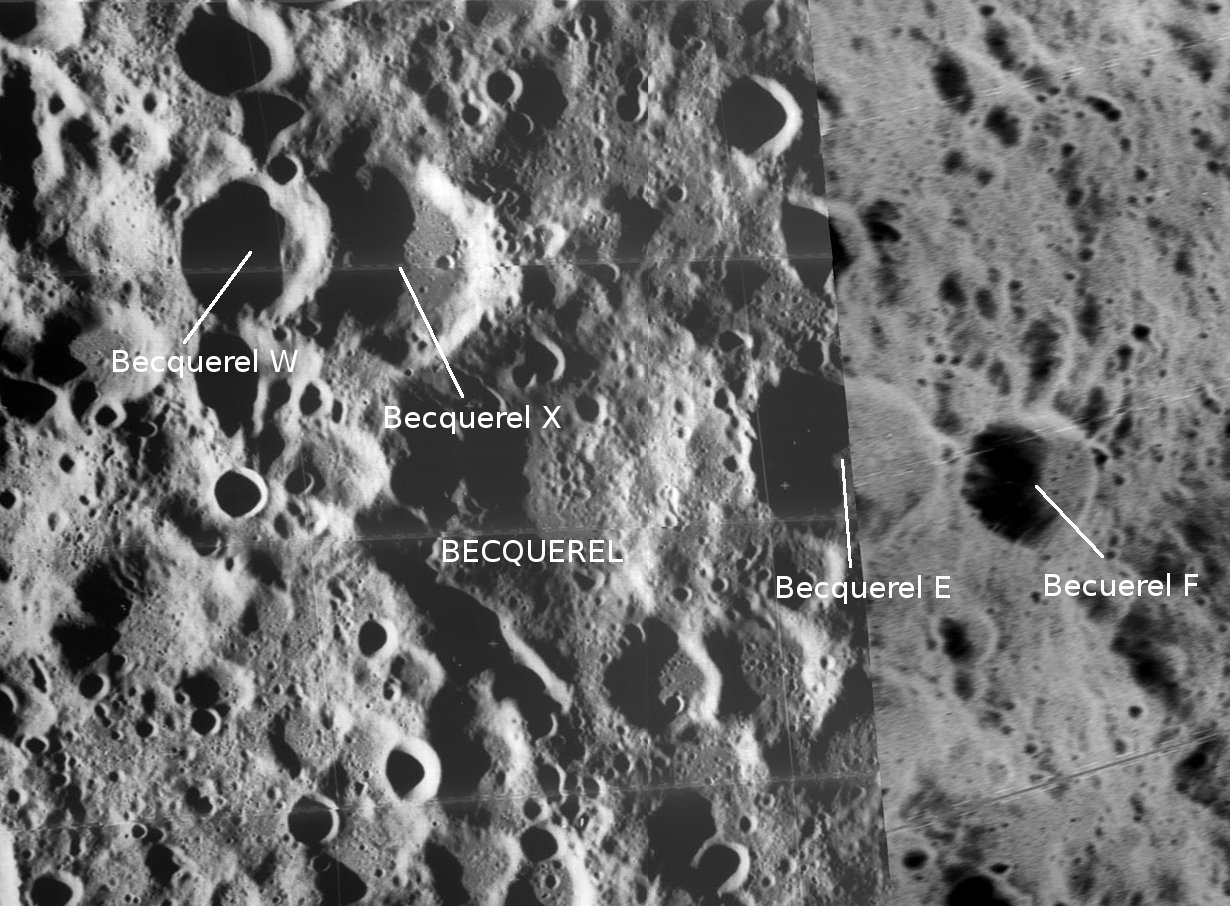

贝克勒尔环形山（Becquerel）是位于月球背面北半部的一座古老大陨坑，约形成于45.5-39.2亿年前的前酒海纪，其名称取自法国物理学家，1903年诺贝尔物理学奖得主暨放射性现象发现者之一安托万·亨利·贝克勒尔(1852年-1908年)，1970年被国际天文学联合会正式批准接受。

## 描述
该陨坑西侧及西南分别与赫·乔·威尔斯环形山和特斯拉陨石坑相毗邻、东侧坐落布里奇曼环形山、范马南陨石坑则位于它的南面，贝克勒尔环形山西南坑壁外延伸着一串长约100公里的库尔恰托夫坑链，直止于它的东南。该陨坑中心月面坐标为40°47′N 129°30′E / 40.79°N 129.5°E，直径62.86公里，深度约2.73公里。
贝克勒尔环形山是一座古老且严重损毁的撞击坑，形似月表上一处形状不规则的洼地，陨坑外侧壁已磨损、变形，成为一圈环坑底的嶙峋起伏的山地，其中较为突出的是位于西北坑壁上包括卫星坑"贝克勒尔 X"在内的一对小撞击坑。贝克勒尔环形山坑壁平均高出周边地形1230米，内部容积约有3395公里3。沿西南边缘分布着一道平行的谷地，很可能是数座相重叠的小陨坑所组成，坑内地表大体平坦，但部分区域稍坎坷，表面散布有几座微小的陨坑，靠坑底南部有一处幽暗区，反照率明显低于周边地形。
火星上也有一座同名的撞击坑。

## 卫星陨石坑
按照惯例，最靠近赫·乔·威尔斯环形山的卫星坑在月图上以字母标注在该坑中心点的旁边。
| 赫·乔·威尔斯 | 纬度    | 经度     | 直径    |
| ------------ | ------- | -------- | ------- |
| E            | 41.0° N | 131.5° E | 32 公里 |
| F            | 40.9° N | 132.9° E | 21 公里 |
| W            | 42.2° N | 126.9° E | 27 公里 |
| X            | 42.2° N | 128.1° E | 34 公里 |

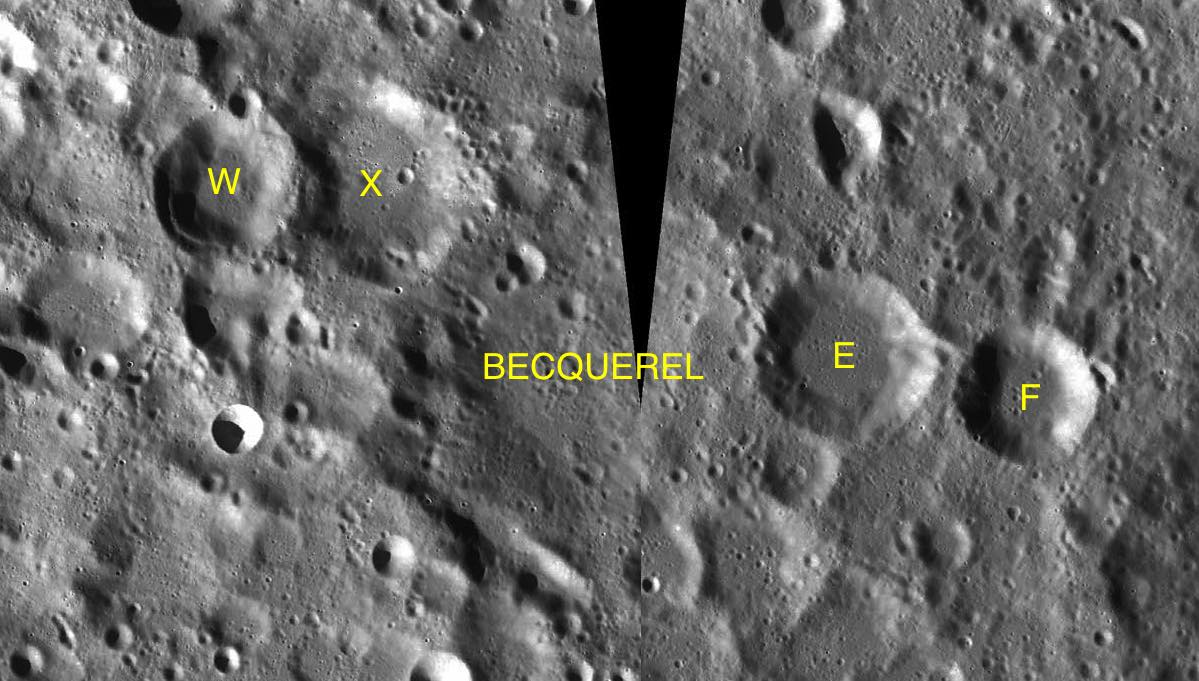
LAC-30和LAC-31拼接图

- 卫星坑"贝克勒尔 E"和"贝克勒尔 X"约形成于酒海纪[1]

## 另请参阅
- Andersson, L. E.; Whitaker, E. A. . NASA RP-1097. 1982.
- Blue, Jennifer. . USGS. July 25, 2007  [2007-08-05]. （原始内容存档于2015-05-26）.
- Bussey, B.; Spudis, P. . New York: Cambridge University Press. 2004. ISBN 978-0-521-81528-4.
- Cocks, Elijah E.; Cocks, Josiah C. . Tudor Publishers. 1995. ISBN 978-0-936389-27-1.
- McDowell, Jonathan. . Jonathan's Space Report. July 15, 2007  [2007-10-24]. （原始内容存档于2015-01-12）.
- Menzel, D. H.; Minnaert, M.; Levin, B.; Dollfus, A.; Bell, B. . Space Science Reviews. 1971, 12 (2): 136–186. Bibcode:1971SSRv...12..136M. doi:10.1007/BF00171763.
- Moore, Patrick. . Sterling Publishing Co. 2001. ISBN 978-0-304-35469-6.
- Price, Fred W. . Cambridge University Press. 1988. ISBN 978-0-521-33500-3.
- Rükl, Antonín. . Kalmbach Books. 1990. ISBN 978-0-913135-17-4.
- Webb, Rev. T. W.  6th revised. Dover. 1962. ISBN 978-0-486-20917-3.
- Whitaker, Ewen A. . Cambridge University Press. 1999. ISBN 978-0-521-62248-6.
- Wlasuk, Peter T. . Springer. 2000. ISBN 978-1-85233-193-1.